# フランシュ＝コンテ地域圏
フランシュ＝コンテ地域圏（Franche-Comté）は、フランス東部、スイス国境に位置するかつて存在した地域圏である。
中世のブルゴーニュ伯領にほぼ対応する地域である。ブルゴーニュ伯領は神聖ローマ帝国の領域内にあったが、14世紀末にブルゴーニュ公国に組み入れられた後、16世紀から17世紀にかけてはスペイン・ハプスブルク家が支配した。ブザンソンは帝国自由都市だった。ブルゴーニュ伯は、神聖ローマ皇帝への臣従義務を免除されていたので、ドイツ語でFreigrafschaft Burgund「フライ・グラーフシャフト（＝自由伯領）」ブルグントと呼ばれていた。これがフランス語では、Franche-Comté「フランシュ・コンテ（＝自由伯領）」と称されるのである。 
17世紀にフランス王ルイ14世の侵略を受け、ネーデルラント継承戦争、オランダ侵略戦争を経て、1678年のナイメーヘン条約で最終的にフランスに併合される。
一方、東部のモンベリアルとその周辺地域からなるモンベリアル伯領（14世紀以来ヴュルテンベルク家が支配）は、1793年にフランスに併合された。そのため、モンベリアルなどドイツ国境に近い地域では、隣接するアルザスやロレーヌと同様、文化的にドイツの影響を色濃く受け、アルザスほどではないが高地ドイツ語の一派であるアレマン語を話す（話せる）人が多い。
面積は日本の岩手県と、人口は秋田県とそれぞれ同程度である。自動車部品や時計などの精密機械工業が盛んである。
この地方の特産品として、コンテチーズがある。
2016年1月1日にブルゴーニュ地域圏と統合され、ブルゴーニュ＝フランシュ＝コンテ地域圏となった。

## 行政区画
| 名称                                                   | 人口(人) | 州都/主府/本部                     | 備考 |
| ------------------------------------------------------ | -------- | ---------------------------------- | ---- |
| ドゥー県 Doubs                                         | 510,000  | ブザンソン Besançon                |      |
| ジュラ県 Jura                                          | 255,000  | ロン＝ル＝ソーニエ Lons-le-Saunier |      |
| オート＝ソーヌ県 Haute-Saône                           | 234,000  | ヴズール Vesoul                    |      |

地域圏の区画地図

| テリトワール・ド・ベルフォール県 Territoire de Belfort | 140,000  | ベルフォール Belfort               |      |